# دستور بروسيا (1850)

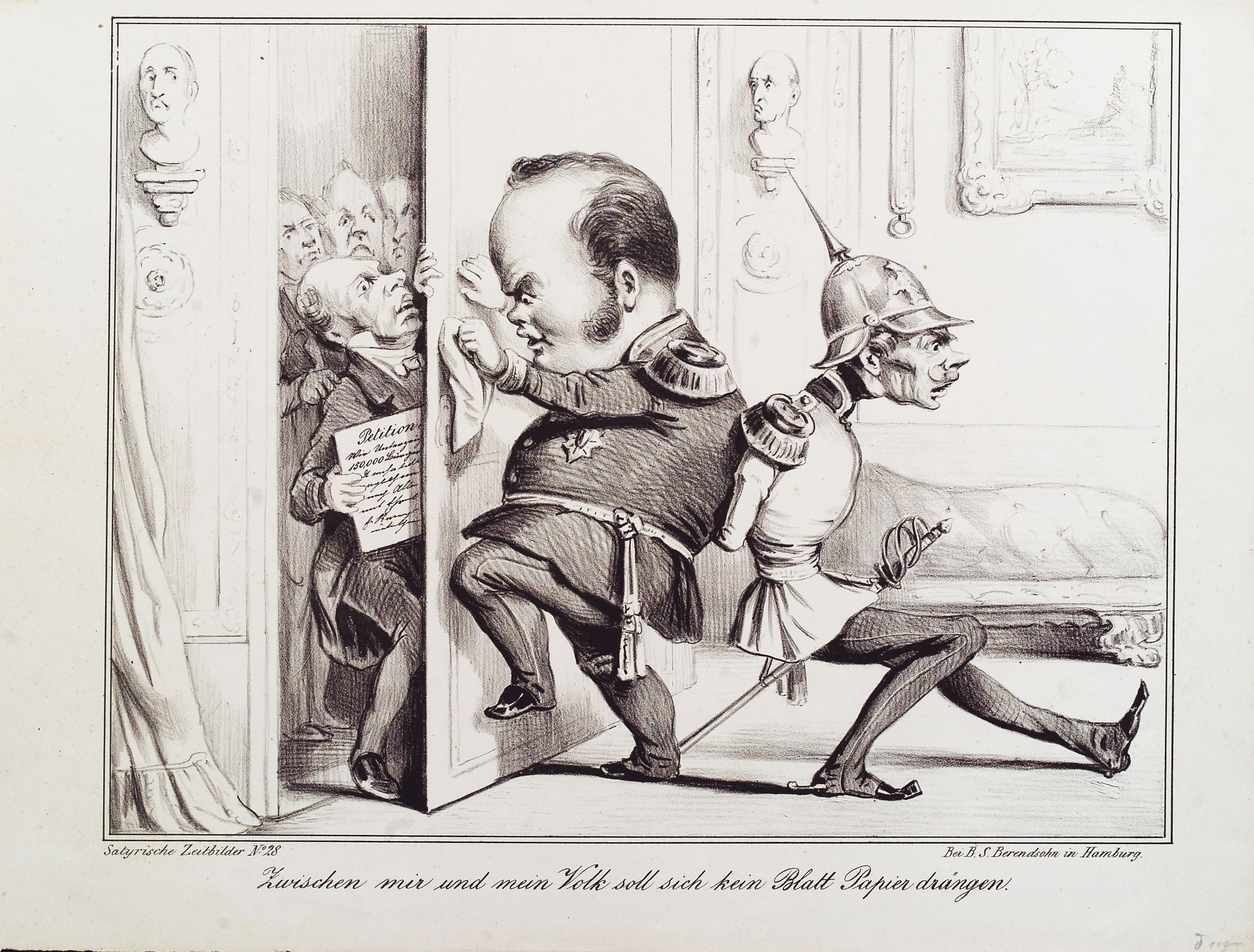

دستور بروسيا ((بالألمانية: Verfassung für den Preußischen Staat)‏ في 31 يناير 1850، وتم تعديله في السنوات التالية. كان هذا الدستور أقل ليبرالية بكثير من الدستور الفيدرالي للإمبراطورية الألمانية.
لم تكن الحكومة مسؤولة عن مجلس النواب البروسي (الغرفة السفلى)، التي كانت سلطاتها صغيرة وتم انتخاب أعضائها بواسطة نظام francsuffrage البروسي من ثلاث طبقات على أساس دفع الضرائب من قبل مجلس اللوردات البروسي (الغرفة العليا) كان يسيطر عليها بشكل كبير من قبل المحافظين Junkers، الذين احتفظت بمساحات هائلة من الأراضي الفقيرة بشكل عام شرق إلبه (لا سيما في شرق بروسيا). الممنوحون بقليل من المال والكبرياء، استمروا في تشكيل فيلق الضباط في الجيش البروسي. الصناعيين في الارتفاع، لا سيما عظيم متعلق بنهر الراين وستفاليا أصحاب المناجم وأقطاب الصلب، على الرغم من أن مصالحهم في كثير من الأحيان كانوا معارضين لتلك التي يونكرز، مارسها على قدم المساواة الرجعي التأثير على السياسة. كانت «القوة الكامنة للتاج البروسي الألماني شاسعة» (كريستوفر كلارك، قيصر فيلهلم الثاني)؛ على سبيل المثال، احتفظ الملك بسلطة ترشيح وإقالة المسؤولين البروسيين (وكذلك المسؤولين الفيدراليين). كان موافقته ضرورية أيضًا لتمرير التشريع إلى القانون، وكذلك القائد العام للقوات المسلحة، ويأتي معه، سلطة تعيين أو فصل المسؤولين خلال وقت السلم. في مرسوم ويليام الأول من بروسيا، ذكر أن أفعال الحكومة البروسية كانت من أعمال ملك بروسيا، «التي يصدر عنها قراره، والذي يعرب عن رأيه وسيتولى دستوريًا من خلالها».

## المملكة
خلف الملك فريدريك الثاني ملك بروسيا ابن فريدريك الأول فريدريك ويليام. اعتبر نفسه أول خادم حقيقي لبروسيا. روج لتطوير بروسيا مثل Oderbruch. كما طور الهيكل العسكري للدولة وانخرط في القسم الأول من بولندا مع النمسا وروسيا. أصبح فريدريك الكبير معروفًا باسم «ملك بروسيا» الأول. خلال فترة حكمه، مارس الاستبداد المستنير. كان ملكا عادلا أدخل القانون المدني وألغى التعذيب. لقد طبق مبدأ أن الملكية لا يجب أن تتدخل في نظام العدالة.

## دولة بروسيا الحرة
تم تحرير الدستور البروسي بعد أن أصبحت بروسيا جمهورية في عام 1918، وفقد يونكرز العديد من ممتلكاتهم من خلال التنازل عن الأراضي البروسية لبولندا. ومع ذلك، استمر كل من Junkers و Rhenish الصناعيين في ممارسة الكثير من القوة وراء الكواليس، وعندما أصبح فرانز فون بابن المستشار الألماني في عام 1932 ومفوض بروسيا، جاءوا إلى أنفسهم. في يوليو 1932، أوقف بابن البرلمان البروسي وأطاح بالاشتراكي الديمقراطي أوتو براون، الذي كان رئيسًا لبروسيا (مع انقطاع قصير) من 1920.